# Il poliziotto è marcio
Il poliziotto è marcio är en italiensk poliziottescofilm från 1974 i regi av Fernando Di Leo.

## Rollista i urval
- Luc Merenda - kommissarie Malacarne
- Richard Conte - Corrado Mazzanti
- Delia Boccardo - Sandra Rizzo
- Raymond Pellegrin - Pascal Dupont
- Gianni Santuccio - poliskommissarien
- Vittorio Caprioli - Serafino Esposito
- Salvo Randone - Antonio Malacarne
- Rosario Borelli - Pietro Garrito